# جو برنشتاين (ملاكم)
جو برنشتاين (بالإنجليزية: Joe Bernstein)‏ مواليد 07 نوفمبر 1877 في نيويورك - الوفاة 21 يناير 1930 في نيويورك، كان ملاكم أمريكي سابق صنّف ضمن فئة وزن الريشة.

## إحصائيات
خاض خلال مسيرته 85 نزالا، فاز في 28 وتعادل في 27 وخسر في 29. فاز بالضربة القاضية في 7 نزالا.

## روابط خارجية
- جو برنشتاين على موقع بوكس ريك (الإنجليزية) (registration required)